# Oryctes borbonicus
Oryctes borbonicus — вид жесткокрылых, принадлежащий к семейству пластинчатоусые, эндемичный для острова Реюньон. Относительно распространен, встречается в Верхних горах, особенно во влажных лесах и на очень больших высотах.

## Описание
У взрослых особей наблюдается сильный половой диморфизм. У самца на макушке есть рог, а у самки его нет.

## Распространение
Oryctes borbonicus — один из пяти видов жуков своего семейства, обитающих на острове. Это один из двух видов, которые являются эндемичными.

## Питание
Личинка обитает в гумусе почвы, пожирая корни растения Erica reunionensis, а также корни некоторых трав. Вопреки утверждению некоторых, взрослая особь питается не сердцевинами пальмовых ядер, а ягодами, которые упали на землю и там загнили. В неволе имаго и личинка питаются бананами.